# Tir 3D
Le tir 3D est une discipline internationale de tir à l'arc. Cependant sa pratique diffère entre l'IFAA, la WA et la FFTA. De manière générale il s'agit d'un tir en parcours où les cibles, à distances variables, sont des représentations en 3D (3 dimensions) d'animaux ou des créatures fantastiques.

## Parcours
Le tir 3D se pratique en pelotons sur un parcours de 24 cibles en extérieur.
Chaque archer tire deux flèches par cible. Les distances de tir sont inconnues vont de 5 à 45 mètres en fonction des catégories d'armes ou de l'âge.
Le pas de tir doit pouvoir accueillir 2 archers simultanément.
Il existe 3 pas de tir différents :
- Le pas rouge pour les arcs libres
- Le pas bleu pour toutes les autres catégories d'armes
- Le pas blanc est réservé aux benjamins et minimes et à ceux qui souhaitent découvrir la discipline.

Il existe plusieurs catégories d'armes :
- Arc nu (Barebow)
- Arc à poulie nu (sans viseur)
- Arc chasse
- Arc droit (Longbow)
- Arc libre

Un classement national individuel est établi ainsi qu’un classement par équipe comprenant trois archers du même club.

### Cibles

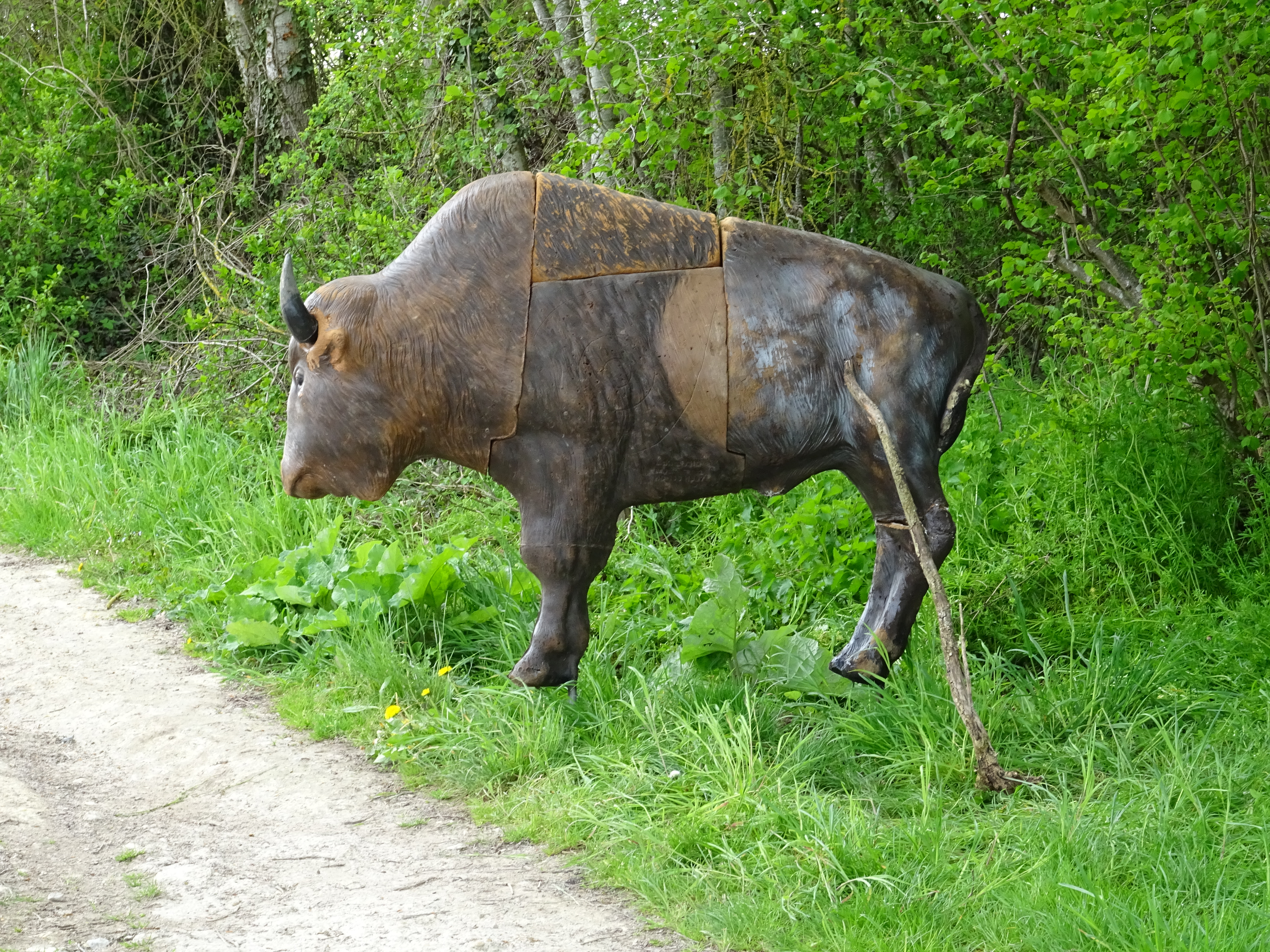
Cible de tir 3D

Les cibles représentent des animaux en polyuréthane, grandeur réelle. On peut marquer 5, 8, 10 ou 11 points en fonction des zones atteintes (tête, cœur...). Chaque archer tire deux flèches par cible.
Il existe 4 groupes de cibles 3D réparties de la manière suivante sur un parcours de 24 cibles :
- 4 cibles du Groupe 1 : très gros gibier
- 6 cibles du Groupe 2 : gros gibier
- 8 cibles du Groupe 3 : moyen gibier
- 6 cibles du Groupe 4 : petit gibier-birdy

## Compétitions

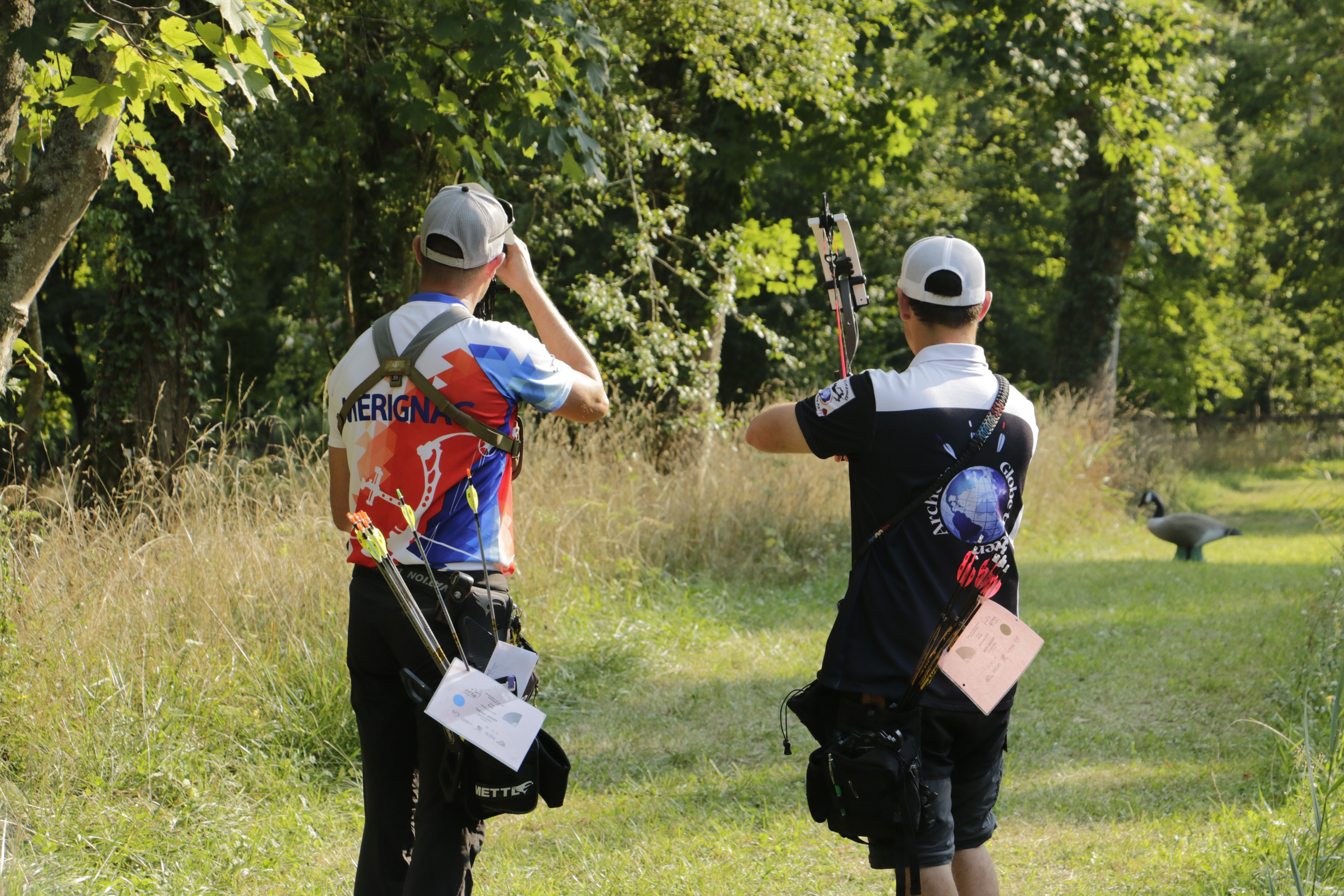
Championnat de France 2025,
à Boigny-sur-Bionne (Loiret).

Ces compétitions permettent notamment de gagner des badges.

### France
En France, on retrouve en plus des compétitions fédérales organisés par les clubs tout au long de l'année, des championnats départementaux et régionaux. Chaque année a lieu le championnat de France de tir 3D.

### International

#### Championnat du Monde
Le championnat du monde de tir 3D se déroule tous les deux ans.

#### Championnat  d'Europe
Le championnat d'Europe de tir 3D se déroule tous les deux ans.